# TAKAO KISUGI LIVE 浅い夢から
『TAKAO KISUGI LIVE 浅い夢から』（たかお きすぎ ライヴ あさいゆめから）は、1995年にリリースされた来生たかおの映像作品（規格品番：KTVV-1044〈VHS〉/KTLV-1044〈LD〉）である。

## 概要
1995年7月21日にNHKホール（東京都）で開催された歌手デビュー20周年記念の『20周年スペシャルコンサート 浅い夢から』の模様が収録されている。
演奏は、バックバンド“スタートル”にストリングス等が加わった編成で、来生自身はピアノを担当している。また、パッケージにはアコースティックギターを抱えた来生の写真がレイアウトされているが、本作品の収録曲では演奏していない。
各曲の頭には簡単な解説がクレジットで入れられており、曲間には来生自身のインタビューや、テニス・デビスカップ日本チーム監督（当時）の福井烈を迎えたトーク等も収録されている。
WOWOWでは『来生たかおコンサート The 20th Anniversary』と題して放送された。

## 復刻盤
2005年7月27日：5枚組DVD-BOX『Best of Concert Films 1983〜1995』（ユニバーサルミュージック/規格品番：UMBK-9120/4）で、初めてDVD化された（規格品番：UMBK-9120）。

## パッケージの体裁

### アルバムタイトル
ジャケットには“20th ANNIVERSARY BEST SELECTION”と添えられている。

## 収録曲
VHS版・LD版・DVD版
1. オープニング“浅い夢”
  - 作詞：来生えつこ / 作曲：来生たかお
  - 来生自身によるピアノの弾き語りで、後半には歌手デビュー20周年に際しての挨拶等の映像が挿入されている。
  - 楽曲の詳細はオリジナルアルバム『浅い夢』を参照。
2. 二人の場所
  - 作詞：来生えつこ / 作曲：来生たかお
  - スツールに腰掛け、ハンドマイクで歌っている。
  - 楽曲の詳細はオリジナルアルバム『Passage』を参照。
3. メドレー
  - セカンド・ラブ
    - 作詞：来生えつこ / 作曲：来生たかお
    - ハンドマイクで歌っており、歌唱は、1番のサビから1番のAメロ・Bメロ・Cメロ、終盤の繰り返し部分のサビへと繋がっている。
    - 楽曲の詳細は企画アルバム『Visitor』を参照。

  - シルエット・ロマンス
    - 作詞：来生えつこ / 作曲：来生たかお
    - ハンドマイクで歌っており、歌唱は、1番から終盤の繰り返し部分のサビへと繋がっている。
    - 楽曲の詳細は企画アルバム『Visitor』を参照。

  - ねじれたハートで
    - 作詞：来生えつこ / 作曲：来生たかお
    - ハンドマイクで歌っており、歌唱は、1番から2番の後のバース、3番へと繋がっている。
    - 楽曲の詳細は企画アルバム『Visitor』を参照。

  - ORACIÓN〜祈り〜
    - 作詞：来生えつこ / 作曲：来生たかお
    - ハンドマイクで歌っており、歌唱は、1番から2番のBメロ、終盤の繰り返し部分のサビへと繋がっている。
    - 楽曲の詳細は企画アルバム『来生たかおSONGS』を参照。

  - スローモーション
    - 作詞：来生えつこ / 作曲：来生たかお
    - ハンドマイクで歌っており、歌唱は、1番から終盤の繰り返し部分のサビへと繋がっている。
    - 楽曲の詳細は企画アルバム『Visitor』を参照。

  - マイ・ラグジュアリー・ナイト
    - 作詞：来生えつこ / 作曲：来生たかお
    - ハンドマイクで歌っており、歌唱は、1番から2番のサビ、終盤の繰り返し部分のサビへと繋がっている。
    - 楽曲の詳細は企画アルバム『Visitor』を参照。
4. Goodbye Day
  - 作詞：来生えつこ / 作曲：来生たかお
  - ハンドマイクで歌っている。
  - 楽曲の詳細は企画アルバム『来生たかお』、オリジナルアルバム『Sparkle』を参照。
5. はぐれそうな天使
  - スタンドマイクで歌っている。
  - 楽曲の詳細はオリジナルアルバム『Only Yesterday -つい昨日のこと-』を参照。
6. 夢より遠くへ
  - 作詞：来生えつこ / 作曲：来生たかお
  - ピアノを担当して歌っている。
  - 楽曲の詳細はオリジナルアルバム『永遠の瞬間』を参照。
7. 風と共に去りぬ
  - 作詞：来生えつこ / 作曲：来生たかお
  - ピアノを担当して歌っている。
  - 楽曲の詳細はオリジナルアルバム『Another Story』を参照。
8. 夢の途中
  - 作詞：来生えつこ / 作曲：来生たかお
  - アンコール曲で、衣装チェンジの上、ピアノを担当して歌っている。
  - 楽曲の詳細はオリジナルアルバム『夢の途中』を参照。
9. 浅い夢
  - 作詞：来生えつこ / 作曲：来生たかお
  - アンコール曲で、コンサート当日にリリースされた第32弾オリジナルシングル「浅い夢 20thアニヴァーサリー・ニューレコーディング」のアレンジで歌われている。

## 参加ミュージシャン
- Piano：来生たかお（1,6 - 8）、松田真人（2 - 5,9）
- Keyboards：松田真人（6 - 8）
- Synthesizer：柿崎洋一郎（2 - 9）
- Electric Guitar：土屋潔（3-1 - 9）
- Acoustic Guitar：土屋潔（2）
- Electric Bass：多田文信（2,3-1 - 3-5,4,6 - 8）
- Wood Bass：多田文信（3-6,5,9）
- Drums：井野浦英雄（2 - 8）
- Percussion：片岡郁雄（3-5,4）
- Saxophone：片岡郁雄（3-3,3-6,5）
- Flute：片岡郁雄（3-2,3-4,9）
- Oboe：片岡郁雄（3-5,8）
- Violin：桐山なぎさ、栄田緑、山内祐子、栃谷若子、海和伸子、小林久美、西森紀子、田村久美、三浦道子、小林真美（2 - 4,9）〈2 - 4は2名〉
- Viola：渡辺千絵、石田一葉（9）
- Violoncello：寺田しのぶ、成田陽子（2 - 4,9）〈2 - 4は1名〉
- Contrabass：斎藤純（9）
- Chorus：松田真人（8）、土屋潔（8）、多田文信（8）、井野浦英雄（8）

## 参加スタッフ
CONCERT STAFF
- Constructional Director：竹脇隆
- Artist Manager：小松祐二
- Coodinator：Akio Tsuchiya
- Stage Design：臼井秀輝
- Stage Director：滝口一憲、金子亮司
- Lighting Plan：上島正昭
- Lighting Operation：荻野宏二、堀池恭弘
- Concert Mix：高橋宏幸
- Fold Back：中島七知雄
- Stage Management：Masaaki Oguro

CONCERT VTR STAFF
- Planning：浦翔太
- Director：中江健一
- Asst. Director：Kana Ooyama
- Producer：縄田恵子
- Technical Producer：Yoshiyuki Waku
- TD/SW：田沢政春
- Cameraman：笹上太一、伊藤一成、木村徹、島岡唯信、西沢正喜、清水博美
- Video Engineer：新堀匡雄、大沢浩一
- VTR：岡靖

RECORDING STAFF
- Director：加瀬丈裕
- Engineer：清水高志
- Asst. Engineer：Keizo Mogi、Tsutomu Okada
- Mixed At：TOWERSIDE ST.
- Superviser：本間一泰

VIDEO STAFF
- Exective Producer：高久光雄
- Superviser：Yoshihiro Kanda、軽部重信
- Producer：Hiroshi Tochitani
- Asst. Producer：Izumi Egawa
- Artist Promoter：Masanobu Suezaki

COVER VISUAL STAFF
- Art Direction & Photographs：Hitoshi Tagaya
- Photographs：Hitoshi Kato
- Design：Takao Ishii